# 집의
집의(執義)는 조선시대 사헌부에 있던 종3품 관직으로 정원은 1명이다. 집의는 정사를 비판하고 관리를 규찰하며 풍속을 바로 잡았다. 집의는 사헌부 핵심 관원으로서, 성품이 청렴하고 강직해야 됐다. 그래서 승문원•성균관•홍문관등 거친 젊고 기게있는 인재가 임명되거나 과거 합격자중 강직한 선비가 곧바로 선발되기도 했다.